# ماهاتسارا ایفاکا
ماهاتسارا ایفاکا (به لاتین: Mahatsara Iefaka) یک منطقهٔ مسکونی در ماداگاسکار است که در مننجری واقع شده‌است. ماهاتسارا ایفاکا ۵٬۰۰۰ نفر جمعیت دارد.